# Митчелл, Майк
Майк Ми́тчелл (англ. Mike Mitchell; род. 18 октября 1970, Оклахома-Сити, Оклахома, США) — американский кинорежиссёр, продюсер, сценарист, актёр и аниматор.

## Фильмография

### Режиссёр
- 1999 — Мужчина по вызову / Deuce Bigalow: Male Gigolo
- 2004 — Пережить Рождество / Surviving Christmas
- 2005 — Высший пилотаж / Sky High
- 2010 — Шрек навсегда / Shrek Forever After
- 2011 — Элвин и бурундуки 3 / Alvin and the Chipmunks: Chipwrecked
- 2015 - Губка боб в 3д/ Sponge Bob Movie : in 3D
- 2016 — Тролли / Trolls
- 2019 — Лего. Фильм 2 / The Lego Movie 2: The Second Part
- 2024 — Кунг-фу панда 4 / Kung Fu Panda 4